# Enzo Maolucci
Menenio Agrippa conta palle che un certo Kissinger ripete.»
(Enzo Maolucci, Baradel)
Enzo Maolucci, all'anagrafe Vincenzo Maolucci (Torino, 15 gennaio 1946), è un cantautore italiano.

## Biografia
Fin da giovane si dedica alla musica rock in varie band torinesi, tra cui Le vite parallele, con cui realizza l'album Dimensioni solari; il primo brano scritto da Maolucci è Comanchi, uno strumentale per il gruppo beat torinese dei Cocks. Si laurea nel 1971 in Lettere moderne con una tesi sui Beatles (il relatore è Massimo Mila), che è la prima tesi di laurea italiana su un argomento riguardante la musica rock. L'anno successivo pubblica il primo saggio italiano sul rock, Pop Under Rock. Conduttore di trasmissioni musicali radiofoniche per la Rai di Torino e cofondatore nel 1975 della prima emittente libera piemontese (R.T.A.-Radio Torino Alternativa), dopo un contratto con I Dischi dello Zodiaco debutta nel 1976 con l'album L'industria dell'obbligo, in cui trae ispirazione dalla realtà della scuola (Maolucci è insegnante nelle medie dal 1972) nella title track e in Baradel, che diventa in breve tempo un discreto successo radiofonico.
Altri brani da ricordare sono Rita Fenu, in cui viene affrontato il problema dell'aborto (all'epoca ancora illegale), La mia idea ed il rock Omicidio e rapina. Musicalmente è interessante la fusione tra la canzone d'autore ed il rock urbano, sul modello di quello che fanno nello stesso periodo Eugenio Finardi e Alberto Camerini; nell'album suonano Tullio De Piscopo alla batteria e Gianfranco Coletta alle chitarre, mentre gli arrangiamenti sono curati da Francesco Anselmo ed Ettore De Carolis (quest'ultimo e Coletta sono due ex componenti del gruppo psichedelico Chetro & Co.). Partecipa al Premio Tenco del 1978 e pubblica Barbari e bar, album che descrive la realtà metropolitana torinese di quegli anni e che ha in Torino che non è New York e Al bar Elena i suoi punti di forza.

Enzo Maolucci (a destra) con Silvano Borgatta (foto di Fulvia Gemelli del 1986)

L'anno successivo il 45 giri Bella generazione mia descrive quella che è stata la generazione del '68, a distanza di dieci anni, ed è una ballata che non viene inclusa in nessun album (verrà reincisa però nel 1991 da Maolucci). Dopo il cambio di casa discografica Maolucci pubblica ancora due album: Immaginata (con gli arrangiamenti curati da Aldo Russo, dove vi sono molte canzoni d'amore come Una donna che sia e la title track ma anche Ad amarti ora, storia d'amore tra due terroristi) e Tropico del toro (ancora arrangiato da Borgatta). Fonda nel 1985 l'International Survival Association, di cui diventa direttore, ed organizza la gara di sopravvivenza in ambiente alpino invernale chiamata Antichi passi. Abbandona nel 1988 l'insegnamento e torna in sala d'incisione nel 1991, per riarrangiare i brani più noti della sua produzione (raccolti in Generazione mia).
Continua sporadicamente a tenere qualche concerto, ma ormai l'attività musicale per lui è in secondo piano, almeno fino al 2007 anno in cui pubblica un nuovo cd, De liberata mente, scaricabile anche dal sito ufficiale, prodotto e arrangiato da Marco Bonino: nei mesi successivi riprende ad effettuare spettacoli con una certa regolarità, facendosi accompagnare, oltre che da Bonino, da Marco Nieloud al pianoforte, da Slep alla chitarra e da Giorgio Bianco all'armonica; in alcune occasioni si esibisce insieme alla figlia Beatrice, anch'essa cantautrice. Nel 2005 ha realizzato, insieme al pianista Roberto Issoglio, il progetto Beatles in classico. Nel 2009 l'Art Rock Torino ristampa in cd i 33 giri di Maolucci; le rimasterizzazioni sono eseguite da Bonino.
Nel 2013 scrive il testo (su musica ancora di Bonino) di Gaia, canzone a tema ecologista incisa dal trio composto da Gian Pieretti, Donatello e Paki Canzi (il fondatore e cantante dei Nuovi Angeli) con la denominazione SOS.

## Discografia

### Album in studio
- 1976 - L'industria dell'obbligo (I dischi dello Zodiaco, VPA 8311)
- 1978 - Barbari e bar (I dischi dello Zodiaco, VPA 8380)
- 1982 - Immaginata (Studio Records, MS 1001)
- 1985 - Tropico del toro (Augusta, MS 1010)
- 1991 - Generazione mia (Augusta, CDT 1012; reincisioni di vecchi brani)
- 2007 - De liberata mente (Art Rock Torino; anche in download dal sito ufficiale)
- 2009 - Il "Primo" e il "Quarto" (Art Rock Torino, A.R.T. CD 0801)
- 2009 - Il "Secondo" e il "Terzo" (Art Rock Torino, A.R.T. CD 0802)

### Singoli
- 1976 - Baradel/Omicidio e rapina (I dischi dello Zodiaco, VVN 36280)
- 1979 - Bella generazione mia/Passione e follia (I dischi dello Zodiaco, VVN 36313)
- 1982 - Una donna che sia/Il cinema (Studio Records, MS 2001)
- 1982 - American footbal game/Touch down (Drums, ED 2097; inciso come The Rams)